# Resolució 2295 del Consell de Seguretat de les Nacions Unides
La Resolució 2295 del Consell de Seguretat de les Nacions Unides fou adoptada per unanimitat el 29 de juny de 2016. El Consell va ampliar el mandat de la Missió Multidimensional Integrada d'Estabilització de les Nacions Unides a Mali (MINUSMA) fins al 30 de juny de 2017 i va augmentar els seus efectius amb 2.500 soldats.
França, que també tenia una missió militar a Mali, i els Estats Units van afirmar que el reforç va permetre a la força de manteniment de la pau adaptar-se a les "circumstàncies excepcionals" en què havia de treballar i tractar les "amenaces asimètriques" a Mali. Rússia no n'estava d'acord, i va dir que altres països havien utilitzat deliberadament el terme vague "amenaces asimètriques" per justificar l'ús de la força. La missió a Mali era respectar els principis del manteniment de la pau. Uruguai també va advertir que no era la tasca d'una força de pau combatre els terroristes.
El propi Mali havia demanat més suport per al seu propi exèrcit i les operacions antiterroristes i, per tant, estava satisfet amb el reforç.

## Contingut
El Consell va demanar que s'accelerés la implementació de l'acord de pau signat pel govern de Mali i les aliances rebels Plataforma d'Alger i Coordinació dels Moviments de l'Azawad (CMA) a mitjan 2015. La descentralització institucional i la reforma de l'exèrcit i la policia hi eren especialment importants. Mentrestant, es va planificar un referèndum constitucional amb el qual, entre altres coses, es crearia un senat. El Consell de Seguretat va imposar sancions específiques a aquells que s'hi oposaven i violaven l'alto el foc. El govern, amb un nou exèrcit i noves forces de seguretat, restablirà gradualment la seva autoritat a tot el país.
El mandat de la MINUSMA a Mali es va estendre fins al 30 de juny de 2017. El nombre d'efectius es va elevar a 13.289 soldats i 1920 agents i es va incloure en el mandat la protecció de la població i defensar el país contra amenaces asimètriques, especialment atacs per part dels terroristes. Les tropes franceses a Mali van rebre el permís per intervenir si es produís una amenaça seriosa.